# Farahnaz Pahlawi
Farahnaz Pahlawi (pers. فرحناز پهلوی, ur. 12 marca 1963 w Teheranie) – najstarsza córka ostatniego szacha Iranu, Mohammada Rezy Pahlawiego i jego trzeciej żony Farah Pahlawi.

## Edukacja i praca
Farahnaz Pahlawi uczyła się w specjalnej szkole w Teheranie i na amerykańskim koledżu w Kairze od 1980 do 1981 roku. Jeden rok spędziła w koledżu Bennington. Następnie studiowała na Uniwersytecie Columbia. Pracowała jako opiekunka do dzieci oraz osób starszych. Obecnie mieszka w Nowym Jorku.